# Monarca (serie de televisión)
Monarca es una serie de televisión web mexicana creada y producida por Billy Rovzar, Fernando Rovzar, Alexis Fridman, Michael McDonald, Salma Hayek, José Tamez y Diego Gutiérrez. Las empresas productoras son Ventanarosa, Lemon Studios y Stearns Castle
La primera temporada de la serie se estrenó el 13 de septiembre de 2019; esta constaba de un total de 10 capítulos y el 1 de enero de 2021 se estrenó la segunda temporada, la cual tiene 8 capítulos. Esta serie es distribuida por la plataforma de streaming Netflix.

## Argumento
«Monarca» narra la historia de la familia Carranza y cómo alcanzó el poder a través de la corrupción. La fortuna de esta poderosa familia ha sido generada a través del imperio del tequila que poseen, con la cual ellos han alimentado un sistema corrupto que comenzará una batalla cuando alguien decida luchar contra corriente para acabarlo.
La primera temporada de la serie inicia con el regreso después de 20 años de Ana María Carranza, la hija de Fausto Carranza, el jefe de la familia y presidente de Grupo Monarca quien después de una experiencia traumática huyó a los Estados Unidos, a su regreso se entera de que su padre toma la decisión radical de romper lazos con grupos narcotraficantes y políticos corruptos para de esta manera limpiar la empresa, pero en el intento es asesinado y la empresa queda en manos de sus tres hijos: Ana María, Joaquín y Andrés Carranza y de su esposa Cecilia Carranza, quienes deben lidiar con un mundo de corrupción y peligro.

## Elenco
- Irene Azuela como Ana María Carranza Dávila
- Osvaldo Benavides como José Andrés Carranza Dávila
- Juan Manuel Bernal como José Joaquín Carranza Dávila / Joaquín Vela Dávila
- Rosa María Bianchi como Ana Cecilia Dávila Vda. de Carranza
- David Rencoret  como Fausto Carranza
- Daniel Villar como Padre Norberto
- Luis Rábago como Agustín Carranza
- Sophie Gómez como Amelia Fritz
- James Hyde como Martin Ross
- Alejandra Toussaint como Carla
- Carla Adell como Camila Ross Carranza
- Regina Pavón como Lourdes “Lu” Carranza
- Dalí Jr González como Pablo Carranza
- Alejandro de Hoyos como Rodrigo Ross Carranza
- José Manuel Rincón como Gonzalo Carranza
- Daniela Schmidt como Pilar Ortega
- Gabriela de la Garza como Ximena Carranza
- Aldo Gallardo como Ilán
- Ramón Medina como El Perro
- Marco Zetina como Fermín
- Daniel Ducoing como Jorge Laborde
- Ricardo Reynaud como Rubén Cabrera
- Francisco Calvillo (Actor) como Carlos Abud
- Mabel Cadena como Itzel
- Alonso Gálvez como abogado Arturo Peniche
- Fernanda Castillo como Sofía Carranza (temporada 2)
- Marcus Ornellas como Jonás Peralta (temporada 2)
- Alejandro de la Madrid como Ignacio Urrutia (temporada 2)
- Emilio Delgado como Nico Urrutia Carranza (temporada 2)
- Aida López como Xóchitl de la Rosa (temporada 2)

## Producción
En julio de 2018, Netflix señaló en una nota de prensa que el rodaje de Monarca comenzaría en otoño y contaría con la producción de Ventanarosa (de Salma Hayek), así como de Lemon Studios y de Stearns Castle. La cadena de streaming también anunció que el showrunner sería Diego Gutiérrez.

### Estreno
La noche de estreno de la serie se realizó el 11 de septiembre de 2019 en el Antiguo Colegio de San Ildefonso de la Ciudad de México. La actriz y productora Salma Hayek fue la anfitriona de la presentación.
El 1 de enero de 2021 fue estrenada en la plataforma de Netflix la segunda temporada de la serie, la cual consta de ocho capítulos que oscilan entre los 42 a 51 minutos de duración.

## Episodios

### Primera temporada
| N.º | Título                       | Fecha de emisión original |
| --- | ---------------------------- | ------------------------- |
| 1 | «El tostoneo»                | 13 de septiembre de 2019  |
| Tras dejar Estados Unidos y volver a México, Ana María recibe una oferta impensada de su padre: el control del imperio familiar de tequila. Vaya mal mal trago para sus hermanos. |                              |                           |
| 2 | «El velorio»                 | 13 de septiembre de 2019  |
| Los hermanos Carranza lidian con una trágica pérdida mientras se esfuerzan por evitar que amigos, familiares y autoridades conozcan los detalles de lo sucedido.                  |                              |                           |
| 3 | «La coronación»              | 13 de septiembre de 2019  |
| Cecilia decide cuál de sus tres hijos quedará a cargo de Monarca. Mientras tanto, Ana María negocia con los obreros de la compañía que entraron en huelga.                        |                              |                           |
| 4 | «Asquerosamente millonarios» | 13 de septiembre de 2019  |
| Ana María toma una decisión comercial que desata la furia de Joaquín, y las represalias no tardan en llegar. Camila pasa un mal momento con los engreídos amigos de Pablo.        |                              |                           |
| 5 | «Centenario»                 | 13 de septiembre de 2019  |
| Ana María sospecha que alguien intenta sabotear la inauguración del nuevo hotel de Monarca. La presencia de Ilán en la fiesta del centenario complica a Andrés.                   |                              |                           |
| 6 | «La otra realidad»           | 13 de septiembre de 2019  |
| Tras la difusión de un vídeo que muestra a Pablo en una situación comprometedora, la familia decide cómo lidiar con el asunto. Joaquín se reúne con Emilio.                       |                              |                           |
| 7 | «Fondo»                      | 13 de septiembre de 2019  |
| Ana María y Andrés no se ponen de acuerdo sobre cómo resolver sus problemas personales y profesionales. Entre tanto, Joaquín organiza una cena con la gobernadora.                |                              |                           |
| 8 | «La venganza de Tzitzimitl»  | 13 de septiembre de 2019  |
| Ana María recurre a un investigador para saber si su hermano provocó el incendio que arrasó con la cosecha de agave. Joaquín propone destituir a su hermana.                      |                              |                           |
| 9 | «El Judas de Borges»         | 13 de septiembre de 2019  |
| Andrés se sincera con Pablo y le sugiere que se entregue. Con ayuda de Rubén, Ana María descubre quién mató a su padre.                                                           |                              |                           |
| 10 | «La jima»                    | 13 de septiembre de 2019  |
| Los Carranza debaten qué medidas tomar con el traidor que asesinó a Fausto. La trama familiar de poder, deslealtad e intriga suma más víctimas.                                   |                              |                           |

### Segunda temporada
| N.º | Título                           | Fecha de emisión original |
| --- | -------------------------------- | ------------------------- |
| 1 | «Todos Tenemos Secretos»         | 1 de enero de 2021        |
| La dinámica del poder cambia cuando Cecilia elige a un nuevo presidente para Monarca. Sofía, la hija de Agustín, regresa para el funeral. Martin indaga en el pasado. |                                  |                           |
| 2 | «Rebranding»                     | 1 de enero de 2021        |
| Pablo se entrega a las autoridades. La investigación de Martin lo pone en peligro. Ximena involucra a Monarca en la Fashion Week como parte del cambio de imagen.     |                                  |                           |
| 3 | «Jugando con Fuego»              | 1 de enero de 2021        |
| Sofía sospecha del errático comportamiento de Cecilia. Ana María se sorprende al enterarse de más cosas de Alberto, Ximena y Andrés intentan algo nuevo.              |                                  |                           |
| 4 | «Ser o no ser»                   | 1 de enero de 2021        |
| Los hermanos Carranza intentan hacer lo mejor para su madre, en vista de su acción reciente. Joaquín se involucra en una misión riesgosa.                             |                                  |                           |
| 5 | «Dos Casas»                      | 1 de enero de 2021        |
| Lourdes se siente marginada en la celebración de Gonzalo e Itzel. Sofía contraviene a sus primos y continúa buscando respuestas sobre la muerte de Fausto.            |                                  |                           |
| 6 | «Expuestos»                      | 1 de enero de 2021        |
| Andrés prosigue con su plan para ampliar los hoteles Monarca. Sara acepta reunirse con Pablo y Camila. Joaquín reúne pruebas en contra de Pilar.                      |                                  |                           |
| 7 | «Hasta que la Muerte nos Separe» | 1 de enero de 2021        |
| Ana María y Pilar afrontan las consecuencias del escándalo. Toda la Familia Carranza se reúne en la Hacienda Monarca para la boda de Gonzalo e Itzel.                 |                                  |                           |
| 8 | «El Verdugo»                     | 1 de enero de 2021        |
| Sofía le da una noticia impactante a Martin. México elige a un nuevo presidente, y las riendas de Monarca y las alianzas de los hermanos Carranza cambian de nuevo.   |                                  |                           |